# زواج المثليين في كندا
أصبح زواج المثليين في كندا قانونيا تدريجيا في عدة محافظات وذلك بقرارات المحاكم التي بدأت في عام 2003 قبل أن يتم تقنينه في جميع المقاطعات الكندية مُنذ 20 يوليو 2005، وذلك بعد سنّ قانون الزواج المدني. في 10 يونيو 2003، حكمت محكمة الاستئناف في أونتاريو بتشريع زواج المثليين على الفور في أونتاريو. وكان قرار تشريع قانون زواج فيدرالي محايد جنسيا قد جعل كندا رابع دولة تعترف بزواج المثليين في العالم، وكذلك أول بلد خارج أوروبا يعترف بهذا الزواج. قبل إقرار قانون الزواج المدني في يوليو 2005 كانت 9 مقاطعات من أصل 10 وإقليم واحد من أصل 3 قد اعترفت بزواج المثليين، وهو مايمثل ما نسبته 90% من سكان كندا يعيشون في مقاطعات يُسمح فيها بزواج المثليين، وقد تم تسجيل 3,000 حالة زواج قبل إقرار قانون الزواج المدني الفيدرالي. امتدت معظم المزايا القانونية المرتبطة عادة بالزواج لتشمل الشركاء المثليين منذ عام 1999.
تم تقديم مشروع قانون الزواج المدني بواسطة حكومة الأقلية للحزب الليبرالي الكندي لرئيس الوزراء بول مارتن في 1 فبراير 2005 إلى مجلس العموم. وتم إقرار القانون رسمياً في 28 يونيو 2005 من قِبل مجلس العموم الكندي، وفي 19 يوليو 2005 من قِبل مجلس الشيوخ، ثم حصل على الموافقة الملكية في اليوم التالي. بعد انتخابات عام 2006 التي فاز بها حزب المحافظين، قام رئيس الوزراء الجديد ستيفن هاربر بإعادة فتح النظر في الموضوع، لكنه هزم في 7 ديسمبر 2006 في تصويت 175 صوتاً لصالح مقابل 123 صوتاً ضد (175-123)، مما أعاد تأكيد المصادقة على التشريع بشكل فعال. بذلك يكون التصويت على قانون الزواج المدني والذي يشرع زواج المثليين قد نجح بثلاث عمليات تصويت في البرلمان الكندي في ثلاث سنوات مختلفة وفي فترة حكم ثلاثة رؤساء وزراء مختلفين.

## السماح بزواج المثليين حسب المقاطعة/الإقليم
تم الاعتراف بزواج المثليين قانونيا في المقاطعات والأقاليم اعتبارًا من التواريخ التالية:
- أونتاريو في 10 يونيو 2003.
- كولومبيا البريطانية في 8 يوليو 2003.
- كيبك في 19 مارس 2004.
- يوكون في 14 يوليو 2004.
- مانيتوبا في 16 سبتمبر 2004.
- نوفا سكوشا في 24 سبتمبر 2004.
- ساسكاتشوان في 5 نوفمبر 2004.
- نيوفندلاند ولابرادور في 21 ديسمبر 2004.
- نيو برونزويك في 23 يونيو 2005.
- بعد إقرار القانون في 20 يوليو 2005 أقرت في ألبرتا، وجزيرة الأمير إدوارد، ونونافوت، والأقاليم الشمالية الغربية.

لاحظ أنه في بعض هذه الحالات، كانت بعض حالات الزواج قانونية في الواقع في تاريخ سابق (على سبيل المثال، حكم أونتاريو ينص على أن حالات الزواج التي تمت في يناير 2001 كانت قانونية عند تنفيذها)، ولكن تم التشكيك في قانونيتها. اعتبارًا من التواريخ المحددة، تم تأسيس الشرعية بشكل قانوني.
قرار حكومة أونتاريو للاعتراف بحالتي زواج المثليين التي وقعت في تورونتو في 14 كانون الثاني 2001، بأثر رجعي يجعل كندا أول دولة في العالم اين اعترفت حكومة بشرعية زواج المثليين (في هولندا وبلجيكا، والتي شرعتا زواج المثليين قبل كندا، لأول مرة في أبريل 2001 ويونيو 2003، على التوالي).

## نظرة عامة

المقاطعات والأقاليم مع زواج المثليين قبل إضفاء الشرعية على البلاد في 20 يوليو 2005.
سمحت به
لم تسمح به

كان زواج المثليين معترفًا به بموجب القانون نتيجة للقضايا التي قضت فيها المحاكم في ثمانية من أصل عشرة من مقاطعات كندا، وفي واحد من أقاليمها الثلاثة، بعدم دستورية حظر زواج المثليين. بعد ذلك، حصل العديد من الأزواج المثليين على تراخيص زواج في تلك المقاطعات؛ مثل الأزواج المغايرين، لم يكونوا بحاجة إلى أن يكونوا مقيمين في أي من تلك المقاطعات للزواج هناك.
أدى الوضع القانوني لزواج المثليين في هذه الولايات القضائية إلى حدوث مشكلة قضائية غير عادية. وفقًا لدستور كندا، تعريف الزواج هو المسؤولية الحصرية للحكومة الفيدرالية؛ تم تأييد هذا التفسير بقرار من المحكمة العليا في كندا بتاريخ 9 ديسمبر 2004 (المرجع بشأن زواج المثليين). حتى 20 يوليو 2005، لم تصدر الحكومة الفيدرالية بعد قانونًا يعيد تعريف الزواج ليتوافق مع قرارات المحاكم الأخيرة. حتى مرور مشروع القانون C-38، ظل التعريف السابق للزواج مُلزمًا في الولايات القضائية الأربعة (مقاطعتان، إقليمان) حيث لم تصدر المحاكم بعد حكمًا غير دستوري، لكن لاغٍ في الولايات القضائية التسع (ثماني مقاطعات، إقليم واحد) حيث تم الطعن فيها بنجاح أمام المحاكم. قبل سن تشريع اتحادي يعترف بزواج المثليين، لذلك كان تطبيق قانون الزواج الاتحادي يختلف باختلاف المقاطعة أو الإقليم.
نظرًا لحكم المحكمة العليا، ودور السوابق في القانون الكندي، والمناخ القانوني العام، فمن المحتمل جدًا أن تنجح أي تحديات لتشريع زواج المثليين في الولايات القضائية الأربع المتبقية. توقف المحامون الفيدراليون عن الطعن في مثل هذه الحالات، بقيت حكومة المقاطعة لحزب المحافظين في ألبرتا معارضة رسميًا. هدد رئيس وزراء ألبرتا رالف كلاين باستخدام المادة 33 من ميثاق الحقوق والحريات الكندي لتجنب الاضطرار إلى الامتثال للحكم، الذي كان سيكون دستوريًا ولكنه أصبح غير مقبول من الناحية السياسية.
في 17 يونيو 2003، أعلن رئيس الوزراء الليبرالي جان كريتيان أن الحكومة ستقدم مشروع قانون، والذي يسمح للأزواج المثليين بالمساواة في الزواج. تم إصدار مسودة لما سيصبح مشروع القانون C-38 في 17 يوليو 2003، من قبل وزير العدل الليبرالي، مارتن كوشون. قبل تقديمه إلى البرلمان، قدم مجلس الوزراء الفيدرالي مشروع القانون كمرجع إلى المحكمة العليا (المرجع بشأن زواج المثليين)، يطلب من المحكمة أن تبت فيما إذا كان الحد من الزواج بين الأزواج المغايرين فقط يتوافق مع ميثاق الحقوق والحريات الكندي وإذا كانت الاتحادات المدنية المثلية بديلا مقبول.
في 9 ديسمبر 2004، قضت المحكمة العليا في كندا بأن زواج المثليين أمر دستوري، وأن الحكومة الفيدرالية لديها السلطة الوحيدة لتعديل تعريف الزواج، وحماية الميثاق لحرية الدين تمنح المؤسسات الدينية الحق في رفض أداء مراسم الزواج للأزواج المثليين.
في أعقاب قرار المحكمة العليا، قدم وزير العدل الليبرالي ايروين كوتلر مشروع القانون C-38 في 1 فبراير 2005، لتشريع الزواج بين الأزواج المثليين في جميع أنحاء كندا. دعمت حكومة بول مارتن مشروع القانون ولكن سمحت بتصويت حر لبعض النواب في مجلس العموم. كان من شأن هزيمة مشروع القانون في البرلمان أن يواصل الوضع الراهن وربما التصديق القانوني، الاختصاص حسب الولاية القضائية، عن طريق الطعون القضائية. كان يمكن عكس هذا الاتجاه فقط من خلال إقرار البرلمان قانونًا جديدًا يحد صراحة الزواج إلى الأزواج المغايرين على الرغم من حماية حقوق المساواة التي يمنحها ميثاق الحقوق والحريات الكندي أو عن طريق تعديل الدستور الكندي بإدخال بند «الزواج يعرف بأنه بين رجل وامرأة»، كما أوصت بذلك عدة مجموعات دينية محافظة وسياسيون محافظين. نظرًا لتكوين مجلس العموم في ذلك الوقت، فإن مثل هذا الإجراء كان من غير المرجح أن يتم إقراره. اقترح رئيس وزراء المحافظة ألبرتا رالف كلاين طرح السؤال على الشعب بشكل عام من خلال استفتاء وطني، ولكن تم رفض اقتراحه من قبل قادة الأحزاب الأربعة.

## تاريخ

### الأحكام القضائية

#### الخلفية
في عام 1999، قضت المحكمة العليا الكندية في قضية إم ضد آيتش [1999] 2 SCR 3 بأن الشركاء المثليين في كندا يحق لهم الحصول على العديد من المزايا المالية والقانونية المرتبطة عادة بالزواج. ومع ذلك، توقف هذا القرار عن منحهم الحق في الزواج القانوني الكامل. تقع معظم القوانين التي تؤثر على الأزواج داخل الولاية القضائية للمقاطعات بدلاً من الولاية القضائية الفيدرالية. نتيجة لذلك، تباينت الحقوق إلى حد ما من مقاطعة إلى أخرى.
في 14 كانون الثاني/يناير 2001، أجبر القس برنت هوكس القضية من خلال القيام بزواجين مثليين، مستغلاً حقيقة أن قانون أونتاريو يخوله أداء زيجات دون ترخيص مسبق، يسمى بقراءة الشعارات. رفض المسجل قبول سجلات الزواج، وبدأت دعوى قضائية بشأن ما إذا كانت حالاتا الزواج قد أجريت بطريقة قانونية. في مقاطعات أخرى، تم إطلاق دعاوى قضائية تسعى للحصول على إذن بالزواج.
في عامي 2002 و 2003، حكمت قرارات المحاكم في المحاكم العليا لكل من أونتاريو، وكيبيك وكولومبيا البريطانية أن تقييد الزواج لصالح الأزواج المغايرين ينطوي على تمييز ويتعارض مع شرط المساواة في الميثاق الكندي للحقوق الحريات.
- في أونتاريو، قرار محكمة: هالبيرن ضد كندا (المدعي العام) Halpern v. Canada () 95 CRR (2d) 1 (المحكمة العليا في أونتاريو، 12 يوليو 2002)
- في كيبيك: هندريكس ضد كيبيك Hendricks v. Quebec [2002] RJQ 2506 (المحكمة العليا في كيبيك، 6 سبتمبر 2002)
- في كولومبيا البريطانية: باربو ضد كولومبيا البريطانية Barbeau v. British Columbia 2003 BCCA 251 (محكمة الاستئناف في كولومبيا البريطانية، 1 مايو 2003)

وعلقت المحاكم في كل قضية تأثير إعلان البطلان لمدة عامين، للسماح للحكومة الفيدرالية بالنظر في الردود التشريعية على الأحكام. ومع ذلك، في 10 يونيو 2003، أصدرت محكمة استئناف أونتاريو قرارًا في الاستئناف في قضية هالبيرن. وافقت المحكمة مع المحكمة الابتدائية على أن التعريف التقليدي للزواج تمييزي وأن زواج المثليين مسموح به قانونًا. ومع ذلك، بخلاف قرارات المحكمة الثلاثة السابقة، لم تعلق محكمة الاستئناف قرارها بالسماح للبرلمان بالنظر في القضية. بدلاً من ذلك، قضت بأن زواج عام 2001 كان قانونيًا وأصبح زواج المثليين متاحًا في جميع أنحاء أونتاريو على الفور: هالبيرن ضد كندا (المدعي العام) Halpern v. Canada (Attorney General). [2003] OJ No. 2268،2003 CanLII 26403 (Ont. CA).
كانت الحكومة الفيدرالية قد استأنفت قرارات المحاكمة أمام محاكم الاستئناف الإقليمية، ولكن عقب قرار محكمة استئناف أونتاريو، أعلن رئيس الوزراء جان كريتيان في 17 يونيو 2003، أن الحكومة الفيدرالية لن تسعى إلى استئناف القرارات أمام المحكمة العليا. وبدلاً من ذلك، ستقترح مشروع قانون الزواج المدني ويحيله إلى المحكمة العليا للحصول على رأي استشاري.

### حكم أونتاريو
في عام 2003، طعن الأزواج في قضية هالبيرن ضد كندا (المدعي العام)، وطالبوا بتنفيذ القرار على الفور بدلاً من التأخير. في 10 يونيو 2003، أكدت محكمة الاستئناف في أونتاريو أن القانون الكندي الحالي بشأن الزواج ينتهك أحكام المساواة في ميثاق الحقوق والحريات الكندي لأنه يقتصر على الأزواج المغايرين. لم تسمح المحكمة للمقاطعة أي وقت سماح لجعل قوانينها تتماشى مع الحكم، مما يجعل أونتاريو أول ولاية قضائية في أمريكا الشمالية تعترف بزواج المثليين. تزوج أول زوجين مثليين بعد القرار مايكل ستارك ومايكل ليشنر. وبالتالي، أعلنت مدينة تورونتو أن كاتب المدينة سيبدأ إصدار تراخيص زواج للأزواج المثليين. في اليوم التالي، أعلن النائب العام في أونتاريو أن حكومته سوف تمتثل للحكم.
وقضت المحكمة أيضًا بأن حالتي الزواج التي عقدت سابقا في كنيسة ميتروبوليتان المجتمعية في تورنتو باستخدام إجراء قانوني قديم يدعى قراءة الشعارات سيعتبران قانونيين.
في 13 سبتمبر 2004، أعلنت محكمة استئناف أونتاريو أن قانون الطلاق غير دستوري لاستبعاد زواج المثليين. وأمر بشمولية زواج المثليين في هذا القانون، مما سمح للمدعين، وهما زوجتان مثليتان، بالطلاق.

#### حكم كولومبيا البريطانية
صدر حكم مشابه تمامًا لحكم أونتاريو من قبل محكمة الاستئناف في كولومبيا البريطانية في 8 يوليو 2003. وكان قرار آخر صدر في كولومبيا البريطانية في مايو من ذلك العام قد طلب من الحكومة الفيدرالية تغيير القانون للسماح بزواج المثليين (انظر في الاعلى). نص حكم يوليو على أن «أي تأخير إضافي ... سيؤدي إلى تطبيق غير متكافئ للقانون بين أونتاريو وكولومبيا البريطانية». بعد ساعات قليلة من الإعلان، أصبح أنتوني بورسينو وتوم غراف أول رجلين يتزوجان قانونيا في كولومبيا البريطانية.

#### حكم كيبك

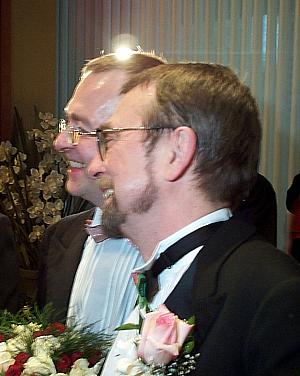
مايكل هندريكس ورينيه ليبوف، أول زوجان مثليان يتزوجان بشكل قانوني في كيبيك

في 19 مارس 2004، أصدرت محكمة الاستئناف في كيبيك حكمًا مماثلًا لمحاكم أونتاريو وكولومبيا البريطانية، وأيدت قضية هندريكس وليبوف ضد كيبيك وأمرت بأن تدخل حيز التنفيذ فورًا. سعى الزوجان اللذان رفعا الدعوى، مايكل هيندريكس ورينيه ليبوف، للحصول على رخصة زواج؛ تم التنازل عن فترة الانتظار المعتادة البالغة 20 يومًا، وتزوجوا في 1 أبريل في قصر العدل في مونتريال.
باحتساب سكان أونتاريو وكولومبيا البريطانية وكيبيك، فإن أكثر من ثلثي سكان كندا يعيشون في مقاطعات تم فيها تشريع زواج المثليين بعد قرار كيبيك.

#### حكم يوكون
في 14 يوليو 2004، في قضية دانبار & إيدج ضد يوكون (حكومة) & كندا (المدعي العام) Dunbar & Edge v. Yukon (Government of) & Canada (A.G.)، 2004 YKSC 54، أصدرت المحكمة العليا الإقليمية في يوكون حكمًا آخر مماثلًا له أثر فوري. بدلاً من إعادة حكم المساواة في الميثاق التي تستخدمها المحاكم الأخرى، قضت المحكمة بأنه نظرًا لأن محاكم الاستئناف في المقاطعات قد قضت بأن حصر تعريف الزواج للأزواج المغايرين غير دستوري، فهو غير دستوري في جميع أنحاء كندا. تم تعزيز الموقف برفض النائب العام استئناف تلك الأحكام. وقضت كذلك بأن الاستمرار في تقييد الزواج لصالحالأزواج المغايرين في يوكون سوف يؤدي إلى حالة غير مقبولة لكون البند ساري المفعول في ولاية قضائية واحدة وليس ولاية أخرى.
في 16 أغسطس 2004، أشار وزير العدل الفيدرالي إيروين كوتلر إلى أن الحكومة الفيدرالية لن تستأنف قضايا المحاكم لتنفيذ زواج المثليين في المقاطعات أو الأقاليم بعد الآن.

#### حكم مانيتوبا
في 16 سبتمبر 2004، أعلن القاضي دوغلاس يارد من محكمة الملكة في مانيتوبا أن تعريف الزواج الحالي في المقاطعة غير دستوري. وقال القاضي إن قراره تأثر بالقرارات السابقة في كولومبيا البريطانية وأونتاريو وكيبيك. جاء هذا القرار بعد دعاوى أقامها ثلاثة أزواج مثليين في مانيتوبا يطلبون فيها الحصول على تراخيص زواج. وقد أعلنت كل من الحكومات الإقليمية والحكومية الفيدرالية أنها لن تعارض حكم المحكمة. سعى أحد الأزواج، كريس فوغل وريتشارد نورث، بشكل قانوني إلى الحق في الزواج، في قضية بارزة في عام 1974، لكن تم رفضها.

#### حكم نوفا سكوشا
في آب/أغسطس 2004، رفع ثلاثة أزواج مثليين في نوفا سكوتيا دعوى ضد بوتيلييه ضد كندا (المدعي العام) ونوفا سكوشا (المدعي العام) Boutilier v. Canada (A.G) and Nova Scotia (A.G) ضد حكومة المقاطعة مطالبين بإصدار تراخيص زواج المثليين. في 24 سبتمبر 2004، قضت القاضية هيذر روبرتسون من المحكمة العليا في نوفا سكوتيا بعدم دستورية القانون الحالي. لم تعارض كل من الحكومة الفيدرالية ولا حكومة المقاطعة الحكم.

#### حكم ساسكاتشوان
رفع خمسة أزواج مثليين دعوى في ساسكاتشوان للاعتراف بزواجهم في قضية نظرت فيها محكمة الملكة بساسكاتشوان في 3 نوفمبر 2004. في 5 نوفمبر 2004، حكم القاضي بأن إستثناء الأزواج المثليين من قوانين الزواج انتهك حق المساواة في الميثاق وأن تعريف القانون العام كان تمييزيًا، وبذلك تم تقنين زواج المثليين في ساسكاتشوان.

#### حكم نيوفندلاند ولابرادور
أقام اثنان من الأزواج المثليين دعوى في 4 نوفمبر 2004، لكي تعترف نيوفندلاند ولابرادور بزواج المثليين. كما في القرارات السابقة، لم تعارض حكومة المقاطعة الدعوى؛ علاوة على ذلك، فإن الحكومة الفيدرالية أيدته بالفعل. أُحيلت القضية إلى المحكمة في 20 ديسمبر/كانون الأول، وفي اليوم التالي، أمر القاضي ديريك غرين حكومة المقاطعة ببدء إصدار تراخيص زواج للأزواج المثليين، وهو أمر أعلنت حكومة المقاطعة أنها ستلتزم به.

#### حكم نيو برونزويك
رفع اثنان من الأزواج المثليين دعوى في أبريل 2005 لطلب أمر يتطلب من حكومة نيو برونزويك إصدار تراخيص زواج المثليين. تم منح هذا في يونيو 2005. تعهد رئيس الوزراء عن الحزب التقدمي المحافظ في نيو برونزويك، برنارد لورد، الذي عارض شخصيًا زواج المثليين، باتباع توجيه ينص على زواج المثليين من المحاكم أو من البرلمان.

#### الإجراءات في الأقاليم الشمالية الغربية
في 20 مايو 2005، رفع زوجان من المثليين الذكور مع طفلتهما دعوى في الأقاليم الشمالية الغربية للحصول على حق الزواج. وكان وزير العدل الإقليمي، تشارلز دنت، قد صرح سابقًا أن الحكومة لن تطعن في مثل هذه الدعوى. كان من المقرر سماع القضية في 27 مايو لكنها انتهت عندما أقرت الحكومة الفيدرالية زواج المثليين.

### المناقشة في البرلمان، 1995-2003
أدى التحول في المواقف الكندية تجاه قبول زواج المثليين والأحكام القضائية الأخيرة إلى تغيير البرلمان في كندا لموقفه من هذه القضية.
في 18 سبتمبر 1995، صوت مجلس العموم في تصويت 124 صوتًا لصالح مقابل 422 صوتا ضد (124-422) لرفض طلب مقدم من قبل النائب مثلي الجنس علنًا ريال مينارد يدعو إلى الاعتراف القانوني بالعلاقات المثلية.
تشير دراسة قام بها مارك و. ليمان في عام 2006 إلى أنه بين عامي 1997 و 2004، شهد الرأي العام الكندي حول إضفاء الشرعية على زواج المثليين تحولًا كبيرًا: الانتقال من دعم الأقلية منهم إلى دعم الأغلبية منهم وأن هذا الدعم كان نتيجة لتحول كبير في المشاعر الإيجابية نحو المثليين والمثليات.
كان مشروع القانون الأول لتشريع زواج المثليين مشروع قانون لعضو خاص في مجلس العموم من قِبل النائب الديمقراطي الجديد سفيند روبنسون في 25 مارس 1998. ومثل مشاريع القوانين للعضو الخاص، لم يتقدم بعد القراءة الأولى، وأعيد تقديمه في العديد من البرلمانات اللاحقة.
في عام 1999، أصدر مجلس العموم بأغلبية ساحقة قرارًا لإعادة تأكيد تعريف الزواج على أنه «اتحاد رجل وامرأة واحدة مع استبعاد الآخرين». في العام التالي، أدرج تعريف الزواج هذا في مشروع القانون المنقح C-23، قانون تحديث المنافع والالتزامات 2000 (بالإنجليزية: Modernization of Benefits and Obligations Act 2000)‏ (بالفرنسية: Loi sur la la update de de certains régimes d'avantages et d'obligation)‏، الذي استمر بحظر الأزواج المثليين من حقوق الزواج الكاملة.
في أوائل عام 2003، عادت القضية إلى الظهور مرة أخرى، وشرعت اللجنة الدائمة للعدل وحقوق الإنسان التابعة لمجلس العموم في إجراء دراسة رسمية لزواج المثليين، بما في ذلك سلسلة من جلسات الاستماع العلنية عبر البلاد. بعد قرار محكمة أونتاريو، صوتت التوصية بأن لا تستأنف الحكومة الفيدرالية الحكم.
الحالة المدنية هي من اختصاص المقاطعات في كندا. ومع ذلك، فإن تعريف الزواج هو قانون فيدرالي. في 17 يونيو 2003، أعلن رئيس الوزراء آنذاك كريتيان أن الحكومة لن تستأنف حكم أونتاريو، وأن حكومته ستقدم تشريعات للاعتراف بزواج المثليين ولكنها تحمي حقوق الكنائس في تحديد حالات الزواج التي يرتبونها.
صدر مشروع القانون في 17 يوليو. وينص على:
1. الزواج، للأغراض المدنية، هو اتحاد قانوني بين شخصين مع استبعاد جميع الآخرين.
2. ليس في هذا القانون ما يؤثر على حرية موظفي الجماعات الدينية في رفض أداء حالات زواج لا تتفق مع معتقداتهم الدينية.
أحيل مشروع القانون لاحقًا إلى المحكمة العليا؛ (انظر أدناه).
في 16 سبتمبر 2003، تم تقديم اقتراح إلى البرلمان من قبل التحالف الكندي (حزب المحافظين الآن) لإعادة التأكيد من جديد على أن الزواج القانوني هو زواج المغايرين. تم طرح نفس اللغة التي تم إقرارها في عام 1999 للتصويت المجاني، حيث طلب من الأعضاء التصويت لصالح أو معارضة تعريف الزواج لعام 1999 على أنه «اتحاد رجل واحد وامرأة واحدة مع استبعاد الآخرين». الاقتراحات ليست ملزمة من الناحية التشريعية في كندا، وغالبًا ما تتم لأغراض رمزية. كان تصويت سبتمبر مثيرًا للخلاف الشديد. لقد عكس رئيس الوزراء كريتيان موقفه السابق وصوت ضد الاقتراح، كما فعل بول مارتن (الذي أصبح فيما بعد رئيس الوزراء) والعديد من الليبراليين البارزين الآخرين. احتفظ العديد من الليبراليين بموقفهم الأصلي، وبالتالي، لم يتم تعريف التصويت بحتة على طول خطوط الحزب. ومن المثير للجدل أن أكثر من 30 من أعضاء مجلس النواب لم يحضروا التصويت، وكان غالبيتهم من الليبراليين الذين صوتوا ضد تقنين زواج المثليين في عام 1999. وفي النهاية، تم رفض الاقتراح بفارق ضئيل في تصويت 137صوتا لصالح مقابل 132 صوتا ضد (137-132).
===مرجع المحكمة العليا بشأن زواج
المثليين===
في عام 2003، أحالت الحكومة الليبرالية مشروع قانون حول زواج المثليين إلى المحكمة العليا في كندا، حيث طلبت منها بشكل أساسي مراجعة دستورية لمشروع القانون قبل تقديمه. طرحت الإشارة التي قدمها رئيس الوزراء كريتيان في الأصل 3 أسئلة:
1. هل الاقتراح المرفق بقانون يحترم بعض جوانب الأهلية القانونية للزواج لأغراض مدنية ضمن السلطة التشريعية الحصرية لبرلمان كندا؟ إذا لم يكن الأمر كذلك، في أي حالة خاصة أو تفاصيل، وإلى أي مدى؟
2. إذا كانت الإجابة على السؤال 1 هي نعم، فهل القسم 1 من الاقتراح، الذي يمدد نطاق القدرة على الزواج إلى الأشخاص المثليين، بما يتمشى مع الميثاق الكندي للحقوق والحريات؟ إذا لم يكن الأمر كذلك، في أي حالة خاصة أو تفاصيل، وإلى أي مدى؟
3. هل تحمي حرية الدين المكفولة في الفقرة 2 (أ) من ميثاق الحقوق والحريات الكندي المسؤولين الدينيين من إرغامهم على تزويج الأشخاص المثليين يتعارض مع معتقداتهم الدينية؟
أضاف رئيس الوزراء بول مارتن في وقت لاحق الرابع في يناير 2004:
4. هل يتوافق تقييد الزواج للأزواج المغايرين لأغراض مدنية، على النحو المنصوص عليه في القانون العام المنصوص عليه في كيبيك في ق. 5 من قانون توحيد القانون الاتحادي للقانون المدني، رقم 1، مع الميثاق الكندي للحقوق والحريات؟ إذا لم يكن الأمر كذلك، في أي حالة خاصة أو تفاصيل وإلى أي مدى؟
أدت إضافة سؤال رابع إلى تأخير فتح مرجع المحكمة إلى ما بعد الانتخابات العامة في يونيو 2004، مما أثار اتهامات بالتوقف. عقدت الجلسة التشاورية في خريف 2004.
في جلسات الاستماع التي بدأت في أكتوبر 2004، اتهمت المحكمة العليا في كندا الحكومة باستخدام المحكمة لتحقيق أهداف أخرى عندما رفضت الحكومة استئناف الأحكام التي غيرت تعريف الزواج في العديد من المقاطعات.
"قال القاضي إيان بيني إنه" قد لا يحقق أي غرض مفيد "لدراسة الزواج التقليدي من جديد،" نظرًا لقرار السياسة الذي اتخذته الحكومة".
قضت المحكمة العليا في كندا بأن الحكومة لها سلطة تعديل تعريف الزواج، لكنها لم تفصل فيما إذا كان هذا التغيير مطلوبًا أم لا بموجب أحكام المساواة في ميثاق الحقوق والحريات الكندية. ذكرت المحكمة أن هذا الحكم ليس ضروريًا لأن الحكومة الفيدرالية قد قبلت أحكام محاكم المقاطعات بما يفيد أن التغيير مطلوب. وقضت المحكمة أيضًا بأنه نظرًا لحرية الدين في ميثاق الحقوق، وصياغة قوانين حقوق الإنسان في المقاطعات، كان من غير المرجح أن تُجبر المؤسسات الدينية على أداء حالات زواج المثليين، رغم أن الاحتفال بالزواج أمر يخص حكومات المقاطعات. لا يمكن أن يضمن مشروع القانون المقترح في الواقع مثل هذه الحماية.

### المناقشة قبل تقديم القانون C-38
في 9 كانون الأول/ديسمبر 2004، أشار رئيس الوزراء بول مارتن إلى أن الحكومة الفيدرالية ستقدم تشريعات لتوسيع نطاق الزواج ليشمل الأزواج المثليين. تم الإعلان عن قرار الحكومة مباشرة بعد إجابة المحكمة العليا عن المرجع بشأن زواج المثليين.
تسبب مشروع القانون البرلماني في خلافات في مجلس العموم، خاصة بين الليبراليين الحاكمين. أشار العديد من أعضاء البرلمان الليبرالي إلى أنهم سيعارضون موقف الحكومة المؤيد لزواج المثليين في تصويت حر. صوت غالبية نواب كل من الحزب الليبرالي الكندي الحزب الديمقراطي الجديد والكتلة الكيبيكية لصالح مشروع القانون. صوت أغلبية نواب حزب المحافظين الكندي ضد مشروع القانون.
في عام 2000، قامت ألبرتا بتعديل قانون الزواج لتعريف الزواج بأنه بين رجل وامرأة. تضمن القانون فقرة رغم ذلك في محاولة لحماية التعديل من إبطاله بموجب الميثاق. ومع ذلك، كان التعديل غير صالح لأن تعريف الزواج، بموجب الدستور الكندي، هو حق فيدرالي.
ومما زاد الأمور تعقيداً، أن زعيم حزب المحافظين ستيفن هاربر أشار إلى أن حكومة المحافظين سيعمل على إعادة الحظر على زواج المثليين إذا صوت البرلمان على ذلك في تصويت حر.
في أعقاب قرار المحكمة في 9 ديسمبر، اقترح رئيس وزير ألبرتا كلاين إجراء استفتاء وطني على زواج المثليين، وهو إجراء رفضه رئيس الوزراء مارتن.

## التقدم التشريعي لقانون الزواج المدني

الاعتراف القانوني بالعلاقات المثلية في أمريكا الشمالية وهاواي^{1}
زواج المثليين
توفر شكل آخر من أشكال الاعتراف القانوني
الاعتراف بزواج المثليين المنعقد في الخارج فقط، دون الاعتراف بعقده في الداخل
قرار قضائي ملزم لم يدخل حيز التنفيذ قام بإسقاط حظر على زواج المثليين^{2}
^{1}يشمل القوانين او الأوامر القضائية التي أعطت اعترافا قانونيا بالعلاقات المثلية، لكنها لم تدخل حيز التنفيذ حتى الآن.
^{2}بعض الدول والولايات في هذه التصنيفات لديها حظر على الاعتراف بالعلاقات المثلية كالاتحاد المدني أو الشراكة المسجلة والتي تشبه زواج المثليين، وقرارات قضائية ملزمة لم تدخل حيز التنفيذ قامت بإسقاط حظر على الاعتراف بالعلاقات المثلية كالاتحاد المدني أو الشراكة المسجلة والتي تشبه زواج المثليين.

تم تقديم مشروع القانون C-38، قانون الزواج المدني (بالإنجليزية: Civil Marriage Act)‏ (بالفرنسية: Loi sur le mariage civil)‏، إلى البرلمان لقراءته الأولى في مجلس النواب في 1 فبراير 2005.
أطلق رئيس الوزراء مارتن المناقشة في 16 فبراير. أقر مشروع القانون القراءة الثانية في 4 مايو والقراءة الثالثة في 28 يونيو، بأغلبية 164 صوتا لصالح مقابل 137 صوتا ضد (164-137) و158 صوتا لصالح مقابل 133 صوتا ضد (158-133)، على التوالي. ثم انتقل إلى مجلس الشيوخ، وحصل على القراءة الأولى في 29 يونيو. تم إطلاق النقاش في 4 يوليو، وجعل الاجراء القانوني بإغلاق النقاش للتسريع فيه والذي تقدم به الحزب اليبرالي المناقشة على مشروع القانون تنحصر على أربع ساعات فقط. حدثت القراءة الثانية لمشروع القانون في 6 يوليو، بتصويت 43 صوتا لصالح مقابل 12 ضد (43-12). أقر مجلس الشيوخ مشروع القانون C-38 في القراءة الثالثة في 19 يوليو 2005 في تصويت 47 صوتا لصالح مقابل 21 صوتا ضد (47-21). حصل القانون على موافقة ملكية، على يد بيفرلي ماكلاكلين (بصفتها نائبة الحاكم العام لكندا)، في 20 يوليو 2005.

### زواج المثليين في البرلمان التاسع والثلاثين البرلمان
فاز حزب المحافظين الكندي، بقيادة ستيفن هاربر، بحكومة أقلية في الانتخابات الفيدرالية في 23 يناير 2006. كان هاربر قد شن حملة على وعد بإجراء تصويت حر على اقتراح بإعادة فتح النقاش حول زواج المثليين. ييعيد الاقتراح فتح نقاش زواج المثليين، لكن لم ينص على استعادة التعريف «التقليدي» للزواج.
أظهر تقرير إخباري قامت به سي تي في في 31 مايو 2006، أن عددًا متزايدًا من المحافظين كانوا قلقين بشأن إعادة فتح النقاش حول زواج المثليين. صرح وزير واحد أنه يريد أن «يتم غلق» المسألة، والبعض الآخر بما في ذلك تشوك سترال وبيل كيسي لم يحسموا أمرهم بعد، بدلا من معارضته مباشرة. أشار وزير الشؤون الخارجية بيتر ماكاي إلى أنه لم يناقشه أحد من ناخبيخ بشأن هذه القضية، وأعربت الوزيرة المحافظة لويولا هيرن عن معارضتها إعادة فتح النقاش.
بحلول نوفمبر 2006، تحول النقاش وكان مؤيدو زواج المثليين هم الذين يدافعون عن التصويت في الخريف على القضية وكان المعارضون هم الذبن يمارسون الضغط من أجل التأخير.
في 6 كانون الأول/ديسمبر 2006، قدمت الحكومة اقتراحًا للسؤال عما إذا كان ينبغي إعادة فتح قضية مناقشة زواج المثليين. هُزِم هذا الاقتراح في اليوم التالي بتصويت 123 لصالحه مقابل 175 ضده (123-175). قال رئيس الوزراء ستيفن هاربر بعد ذلك للصحفيين «لا أرى إعادة فتح هذا الأمر في المستقبل».

### الاعتراف بالاتحادات وحالات الزواج القانونية الأجنبية
في قضية هينكس ضد غالاردو Hincks v. Gallardo 2013 CanLII 129 (7 يناير 2013)، قررت محكمة العدل العليا في أونتاريو أن الشركاء المثليين الذين دخلوا في الشراكات المدنية في المملكة المتحدة يجب أن يعاملوا كمتزوجين لأغراض القانون الكندي.

### إحصاءات الزواج
من يونيو 2003 (تاريخ أول زواج مثلي في أونتاريو) إلى أكتوبر 2006، تم عقد 12,438 حالة زواج المثليين في كندا.
| المقاطعة                   | تاريخ التقنين  | عدد حالات زواج المثليين |
| -------------------------- | -------------- | ----------------------- |
| أونتاريو                   | 10 يونيو 2003  | 6,524                   |
| كولومبيا البريطانية        | 8 يوليو 2003   | 3,927                   |
| كيبيك                      | 19 مارس 2004   | 947                     |
| ألبرتا                     | 20 يوليو 2005  | 409                     |
| نوفا سكوشا                 | 24 سبتمبر 2004 | 273                     |
| مانيتوبا                   | 16 سبتمبر 2004 | 193                     |
| ساسكاتشوان                 | 5 نوفمبر 2004  | 83                      |
| نيو برونزويك               | 23 يونيو 2005  | 44                      |
| نيوفاوندلاند ولابرادور     | 21 ديسمبر 2004 | 14                      |
| يوكون                      | 14 يوليو 2004  | 13                      |
| جزيرة الأمير إدوارد        | 20 يوليو 2005  | 8                       |
| المقاطعات الشمالية الغربية | 20 يوليو 2005  | 2                       |
| نونافوت                    | 20 يوليو 2005  | 1                       |

بحلول عام 2011، تم الاحتفال بـ 21,015 حالة زواج المثليين في كندا. بالإضافة إلى ذلك، كان هناك 43,560 من الشركاء المثليين المتساكنين.
وفقًا لتعداد عام 2016، كان هناك 72,880 زوجا مثليا يقيمون في كندا في ذلك العام، منهم 24,370 (33.4%) كانوا متزوجين. في كولومبيا البريطانية، كان 38.5% من جميع الشركاء المثليين متزوجين، مقارنة مع 38.2% في أونتاريو و 22.5% في كيبيك. كان 10,020 طفلاً يعيشون في أسر مثلية.

## فوائد أخرى للشركاء المثليين في كندا

### أنواع أخرى من الشراكة
كما ذكر أعلاه، يحق للشركاء المثليين الكنديين الحصول على نفس المزايا القانونية والمالية التي يتمتع بها الأزواج المغايرون. في عام 1999، بعد قضية إم ضد أيتش، أعلنت المحكمة العليا الكندية أنه يجب تمديد حقوق ومزايا علاقات القانون العام إلى الشركاء المثليين
قننت مقاطعة كيبيك أيضًا اتحادات مدنية للشركاء المثليين. قننت مقاطعة نوفا سكوشا الشراكات المنزلية التب تقدم فوائد مماثلة. وسعت التغييرات التشريعية في الفترة 2001-2004 من فوائد علاقات القانون العام في مانيتوبا لتشمل الشركاء المثليين والشركاء المغايرين.
في عام 2003، أصدرت ألبرتا قانونًا يعترف بعلاقات الكبار المتبادلة. توفر هذه العلاقات فوائد مالية محددة للبالغين، بما في ذلك العلاقات بالدم.

### الاعتراف في المقاطعات والأقاليم الأخرى
كان الوضع القانوني لزواج المثليين في المقاطعات والأقاليم التي لم تؤدهم غير مؤكد قبل إقرار قانون الزواج المدني. قام أحد الأزواج الذين رفعوا دعوى قضائية في نوفا سكوشا يريدون أن يتم الاعتراف بزواجهما الذي تم عقده في أونتاريو.
أراد رئيس وزراء ألبرتا، رالف كلاين، أراد أن يمنع تنفيذ أو الاعتراف بزواج المثليين في ألبرتا، لكنه اعترف في نهاية المطاف أن فرص المقاطعة للقيام بذلك كانت ضئيلة، وقال ان ألبرتا ستتمثل للتشريع. على النقيض من ذلك، أعلنت المقاطعة المتبقية الأخرى دون زواج المثليين، جزيرة الأمير إدوارد، أنها ستجعل قوانينها طواعية متوافقة مع التشريعات الفيدرالية.
في أكتوبر 2003، أعلن رئيس الوزراء بول أوكاليك أن نونافوت ستعترف بزواج المثليين في المقاطعات والأقاليم الأخرى.

### الهجرة
تعترف وزارة الجنسية واللجوء والهجرة الكندية بزواج المثليين الذي تم عقده في كندا بين طالبي الهجرة والمواطنين الكنديين أو المقيمين الدائمين. قد يقوم الكنديون أيضًا برعاية شركاء القانون العام أو الاتحاد المثلي من أجل الهجرة من فئة الأسرة، شريطة أن يستوفوا المتطلبات المختلفة، بما في ذلك إثبات الشرعية والتعايش لمدة عام على الأقل.
بعد سن قانون الزواج المدني، اعتمدت الوزارة سياسة هجرة مؤقتة لم تعترف بزواج المثليين الذي وقع خارج كندا. على سبيل المثال، لم يكن يمكن للمواطن الكندي، المتزوج قانونيا في هولندا من شريكه الهولندي المثلي، قد لا يرعى شريكه الهولندي للهجرة كزوج، على الرغم من أن القانون الهولندي والقانون الكندي لا يفرقان بين زواج المثليين وزواج المغايرين، وعلى الرغم من حقيقة أن الوزارة تعترف بزواج المغايرين الهولندي.
في 12 ديسمبر 2006، قدم النائب عن الحزب الديمقراطي الجديد بيل سيكسي اقتراحًا في اللجنة الدائمة لوزارة المواطنة واللجوء والهجرة بكندا يدعوها إلى الإلغاء الفوري للسياسة المؤقتة و "الاعتراف بالزواج القانوني للمثليين والمثليات" في الولايات القضائية خارج كندا لأغراض الهجرة بالطريقة نفسها التي يتم بها الاعتراف بالزواج القانوني للأزواج المغايرين"؛ صوتت اللجنة لتوصي الحكومة بهذا. في أواخر يناير 2007، أبلغت وزيرة المواطنة والهجرة ديان فينلي اللجنة أن هذا سيتم. في فبراير 2007، تم تحديث موقع الوزارة على الويب ليعكس حقيقة أن السياسة قد تم تحديثها.

### الخدمة العسكرية
منذ سبتمبر 2003، تم السماح للقساوسة العسكريين بمباركة الاتحادات وأداء هذه الاحتفالات في قاعدة عسكرية.

### فوائد الشريك الناجي
في 19 ديسمبر 2003، قضت محكمة في أونتاريو بأن استحقاقات الشريك الناجين للكنديين الذين مات شركاؤهم المثليون يجب أن تكون بأثر رجعي حتى أبريل 1985، وهو التاريخ الذي دخل فيه ميثاق الحقوق حيز التنفيذ. وهو قرار استأنفته الحكومة الفيدرالية. في 1 مارس 2007، قضت المحكمة العليا في كندا بأنه يتعين على الحكومة الفيدرالية دفع مزايا خطة معاشات كندا للناجين للأزواج المثليين. أشارت التقارير الإخبارية الأولية إلى أن المحكمة حددت المزايا بأثر رجعي بقيمة 12 شهرًا فقط، ولكن في الواقع، قد يحق لبعض الناجين الحصول على مزايا تعود إلى عام 2000.

## طلاق المثليين في كندا
في 13 سبتمبر 2004، تم منح زوجين مثلي الجنس المعروفين باسم "MM" و "JH" (الأحرف الأولى من المحامين الممثلين لهما) في أونتاريو أول طلاق مثلي في كندا. تم رفض طلب الطلاق الأولي بناءً على حقيقة أن قانون الطلاق الفيدرالي (بالإنجليزية: Divorce Act)‏ (بالفرنسية: Loi sur le divorce)‏ يعرف الزوج بأنه «إما رجل أو امرأة متزوجون من بعضهما البعض». ومع ذلك، حكمت القاضية روث ميسبور من محكمة العدل العليا في أونتاريو في قضية إم.إم ضد جاي.أيتش أن تعريف «الزوج» في قانون الطلاق غير دستوري.
في يونيو 2005، حصلت زوجتان مثليتان تقيمان في كولومبيا البريطانية على حكم مماثل.
عدل قانون الزواج المدني في عام 2005 قانون الطلاق للسماح بطلاق الأزواج المثليين. ومع ذلك، قبل عام 2013، كان بإمكان الزوجين (سواء مثليان أو مغايران) التقدم بطلب للحصول على الطلاق في كندا فقط إذا كان هناك زوج واحد على الأقل يقيم في كندا وكانا عاشا معا سنة كاملة على الأقل عندما تم تقديم الطلاق.
في عام 2012، بعد أن اقترح المدعي العام لكندا في قضية طلاق تم رفعها في محكمة العدل العليا في أونتاريو أن غير المقيمين في كندا لم يكن لديهم زواج قانوني إذا لم يكن معترفا بها في وطنهم الأصلي، أعلنت حكومة المحافظين أنهم سيصلحون هذه «الفجوة التشريعية». مشروع قانون حكومي، قانون الزواج المدني لغير المقيمين (بالإنجليزية: Civil Marriage of Non-residents Act)‏ (بالفرنسية: Loi sur le mariage civil de non-résidents)‏، معترفا بمثل حالات الزواج هذه في كندا والسماح لغير المقيمين بالطلاق في محكمة كندية إذا تم منعهم من ذلك في ولاياتهم القضائية الأصلية، تم تقديمه وتلقى القراءة الأولى في 17 فبراير 2012، وتمت القراءة الثالثة والأخيرة في يونيو 18 2013. بعد ذلك، تلقى مشروع القانون مرورًا سريعًا عبر مجلس الشيوخ ومر في القراءة الثالثة والأخيرة في 21 يونيو، وحصل على موافقة ملكية في 26 يونيو. دخل القانون حيز التنفيذ في 14 أغسطس بموجب أمر من الحاكم العام في المجلس العام في اليوم السابق.

## الكنيسة والدولة
واستنادا إلى تعداد عام 2001، كان 80% من سكان كندا ينتمي إلى واحدة من أهم ثلاث الإبراهيمية الأديان (اليهودية، الإسلام، والمسيحية). تحتوي الثلاثة على نصوص دينية تحتوي على أقسام يفسرها البعض أنها تعتبر العلاقات الجنسية بين أشخاص المثليين ممنوعة وخاطئة. على سبيل المثال، يتم تفسير القرآن (7: 80-81، 26: 165) والكتاب المقدس (سفر اللاويين 18: 22، رومية 1: 26-27، تيموثاوس 1: 9-10، إلخ) بشكل متكرر بأنها تمنع المثلية الجنسية. (راجع مقالة ذات صلة، «المثلية الجنسية في الأديان»)
ومع ذلك، تحدثت بعض الجماعات الدينية الرئيسية لصالح تشريع زواج المثليين. أكبر طائفة بروتستانتية في البلاد، الكنيسة المتحدة في كندا، تقدم حفلات زفاف في الكنيسة للأزواج المثليين وتؤيد زواج المثليين، مما يدل على هذا الأمر خلال جلسات لجنة العدل عبر البلاد. الكونيين تحتفل التوحيدية العالمية أيضا بزواج المثليين، كما تفعل جمعية الأصدقاء الدينية (الكويكرز)، وكنيسة الجماعة الحضرية والكنيسة الإنجيلية اللوثرية في كندا. أقر السينود العام للكنيسة الانغليكانية بكندا اقتراحًا أوليًا في يوليو 2016 للاحتفال بزواج المثليين في كنائسهم. يجب الموافقة على التدبير مرة ثانية في السينود العام القادم في عام 2019 حتى يدخل حيز التنفيذ. كما تدعم بعض التجمعات اليهودية التقدمية زواج المثليين.
في يوليو 2003، احتجت تراتبية الكنيسة الكاثوليكية في كندا على خطط حكومة كريتيان لشمل الأزواج المثليين في الزواج المدني. كان هذا مهمًا لأن الكاثوليكية بها عدد أكبر من أتباعها في كندا من أي دين أو طائفة أخرى، حيث أن 43.6% من السكان يعتبرون أنفسهم كاثوليكيين. رافق انتقادات الكنيسة ادعاءات الفاتيكان بضرورة أن يصوت السياسيون الكاثوليك وفقًا لمعتقداتهم الشخصية بدلاً من سياسة الحكومة.
وسط رد فعل لاحق في الرأي، ظلت الكنيسة هادئة بشكل ملحوظ حول هذا الموضوع، على الأقل في الأماكن العامة، حتى أواخر عام 2004، عندما أعلن اثنان من الأساقفة الكاثوليك بوضوح معارضتهم لزواج المثليين. حث أسقف كالغاري، فريدريك هنري، في رسالة رعوية الكاثوليك على الكفاح ضد تقنين زواج المثليين، واصفا السلوك المثلي «بالعمل الشرير». يبدو أن رسالة الأسقف هنري تحث على تجريم الأفعال الجنسية المثلية، قائلة: «لأن المثلية الجنسية والزنا والدعارة والمواد الإباحية تقوض أسس الأسرة، وأساس المجتمع، ثم يجب على الدولة استخدام سلطتها القسرية لحظر أو كبح جماحهم وذلك لأجل الصالح العام». تم تقديم اثنان من الشكاوى بشأن حقوق الإنسان ضد هنري بعد فترة وجيزة بموجب قانون ألبرتا لحقوق الإنسان، تم إسقاط إحداها في مرحلة التوفيق.
تحدث تجمع الهوتريتيون ضد زواج المثليين في رسالة خطية إلى رئيس الوزراء مارتن في فبراير 2005. لم تقحم المجموعة تاريخيا نفسها في السياسة.
دعمت الجمعية الإنسانية في كندا، الذي تدعو إلى الحياة غير التوحيدية، والفلسفة الأخلاقية غير الدينية والفصل الكامل بين الكنيسة والدولة زواج المثليين. تقدم المجموعات الفرعية المحلية التابعة للجمعية الإنسانية خدمات (مفوض الزواج) في جميع أنحاء كندا.
أدلى ممثلو منظمة السيخ العالمية بشهادتهم أمام لجنة الشؤون القانونية والدستورية بمجلس الشيوخ لصالح تمديد حق الزواج للأزواج المثليين في قانون الزواج المدني.

## الرأي العام
في عام 1996، وجد استطلاع للرأي أجراه معهد أنغوس ريد/ساوثهام نيوز في كندا، أن 49% من الكنديين يؤيدون زواج المثليين. 47% عارضوا ذلك. كان الدعم أعلى في كيبيك (58%) وبين الذين تتراوح أعمارهم بين 18 إلى 34 سنة (67%)، وأدنى مستوى في ألبرتا (38 %) والأشخاص فوق سن 54 (25%). في عام 1999، وجدت المجموعة دعمًا بنسبة 53% معارضة 44%.
أظهر استطلاع اجري في أبريل 2001 انفايرونكس ريسيرتش المجموعة أن 45% من الكنديين يدعمون زواج المثليين (29% «بقوة» و 16% «إلى حد ما»)، في حين أن 41% يعارضون (30% «بقوة» و 11% «إلى حد ما»).
وجد استطلاع للرأي أجرته مؤسسة فوكوس أون ذا فاميلي كندا في يونيو 2002 أن 46% من الكنديين وافقوا على وجوب تقنين زواج المثليين، بينما عارض 44% ذلك.
وفقا لاستطلاع أجراه مركز البحوث والمعلومات حول كندا في أكتوبر 2002، فإن 53% من الكنديين يؤيدون زواج المثليين، بينما 41% يعارضونه.
في نوفمبر 2002، سأل استطلاع إيكوس/هيئة الإذاعة الكندية المشاركين عما إذا كانوا سيصوتون بـ «نعم» أو «لا» في استفتاء حول مسألة زواج المثليين. أجاب 47٪ «لا» وأجاب 45% «نعم». كان 8% لا يعرفون.
أظهر استطلاع للرأي عام 2005، أُجري قبل فترة قصيرة من تصويت البرلمان على قانون الزواج المدني، أن 42% من الكنديين يفضلون تقنين زواج المثليين على مستوى البلاد، بينما عارض 40% ذلك. 18٪ لم يجيبوا أو لم يقرروا.
سأل استطلاع للرأي أجري في حزيران/يونيو 2006، أجراه إيكوس، المجيبين عما إذا كان ينبغي إعادة فتح النقاش حول زواج المثليين. 62% اعتبروا أن زواج المثليين قد تم تسويته، وأراد 27% إعادة فتح القضية، و 11% إما لم يكن لديهم رأي أو لم يردوا.
في عام 2012، أظهر استطلاع أجراه فوروم ريسرتش أن 66.4% من الكنديين وافقوا على كون زواج المثليين قانونيا، بينما عارض 33.6%. كان الدعم للزواج من نفس الجنس أعلى نسبة في كيبيك (72%) وكولومبيا البريطانية (70.2%)، بينما كان أقلها في ألبرتا (45.6%).
وجد استطلاع للرأي أجرته إيبسوس في أيار/مايو 2013 لسكان 16 دولة أن 63% من المجيبين في كندا يؤيدون زواج المثليين وأن 13% أيدوا أشكالًا أخرى من الاعتراف القانوني بالعلاقات المثلية.
مباشرة بعد تشريع زواج المثليين في الولايات المتحدة من قبل المحكمة العليا الأمريكية في يونيو 2015، أظهر استطلاع أجرته فوروم ريسرتش أن 70% من الكنديين وافقوا على زواج المثليين، بينما عارضه 22%.
في مايو 2016، صوت أعضاء حزب المحافظين الكندي في تصويت 1,036 صوتا لصالح مقابل 462 صوتا ضد (1,036-462) لتغيير البرنامج السياسي للحزب من تعريف الزواج بأنه «اتحاد بين رجل وامرأة» إلى موقف محايد. كحل وسط، لم ينتخب الحزب لدعم الحق في زواج المثليين، مما يسمح للأعضاء «بالحرية في الاحتفاظ بآرائهم الشخصية ضد زواج المثليين».
أظهر استطلاع أجراه سيروب في عام 2017 أن 74% من الكنديين وجدت أنه «لأمر جيد أنه في كندا، يمكن لشخصين مثليين أن يتزوجا». وعارض 26٪ عارضوا. كان الدعم لوواج المثليين أعلى بين النساء (79%) عنه بين الرجال (70%) وأعلى بين الناطقين بالفرنسية (82%) من الناطقين باللغة الإنجليزية (73%). كما أن أولئك الذين يحصلون على دخل أعلى أو على شهادة جامعية أو الذين ولدوا في كندا هم أكثر دعما لزواج المثليين. عند التقسيم حسب العمر، كان الشباب يدعمون بأغلبية ساحقة (82% بين الشباب الذين تتراوح أعمارهم بين 18-24 سنة و 86% بين الشباب الذين تتراوح أعمارهم بين 25 و 34 سنة)، وبينما كان الأشخاص الذين تزيد أعمارهم عن 65 عامًا أقل حظًا في التأييد، لا يزال زواج المثليين يحظى بدعم شعبي بنسبة 66% بين أفراد تلك الفئة العمرية. كانت مقاطعة كيبيك (80%) الأكثر تأييدًا، تليها 78% في المحيط الأطلسي الأربعة المقاطعات ، 75% في كولومبيا البريطانية، 73% في أونتاريو، 70% في مانيتوبا وساسكاتشوان و 68% في ألبرتا.
أظهر استطلاع أمريكاسباروميتر لعام 2017 أن 76% من الكنديين يؤيدون زواج المثليين.